# Gletschersturz an der Marmolata

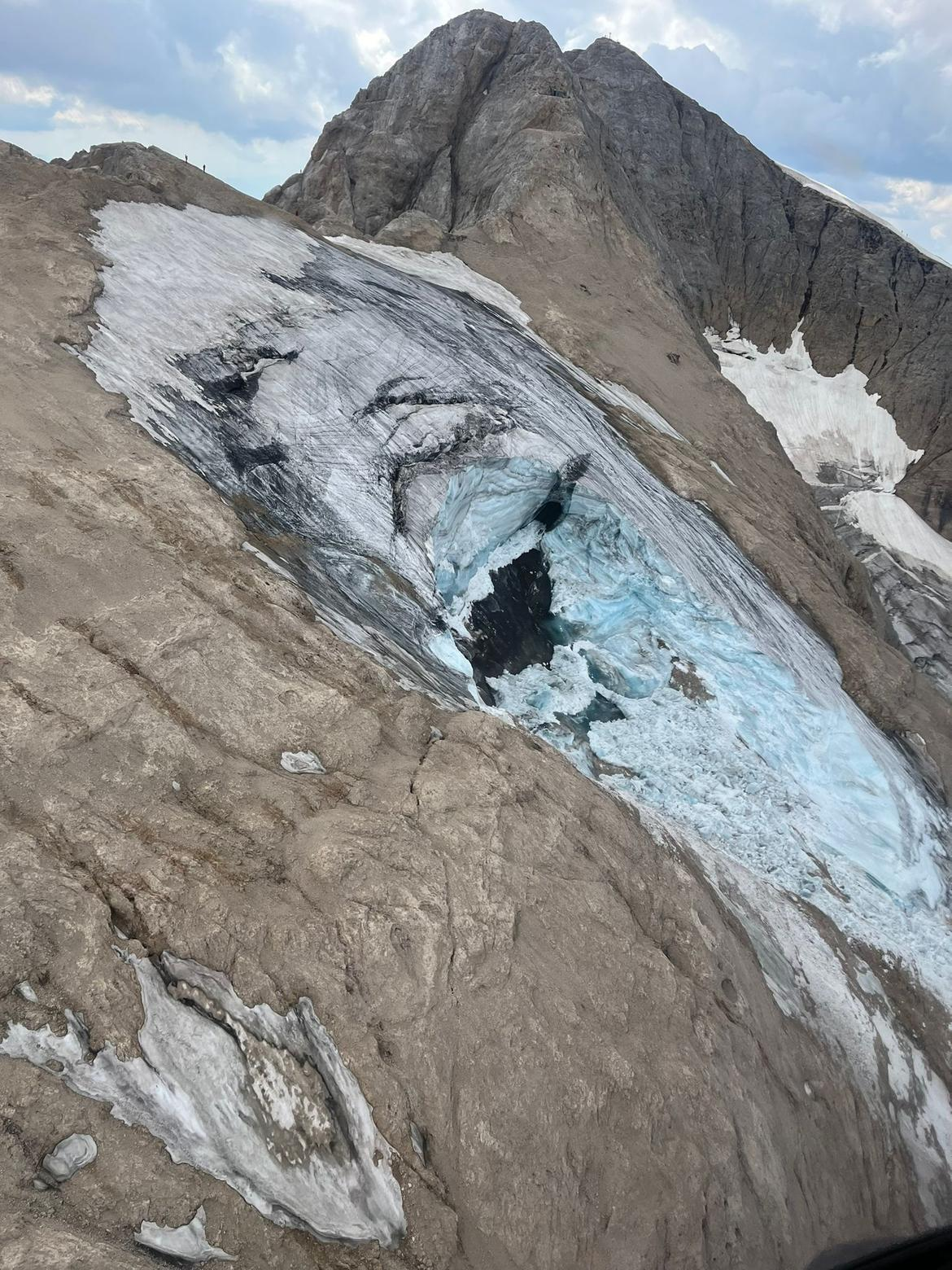
Die Abbruchstelle am Gipfelgletscher der Punta Rocca, am 5. Juli 2022, dahinter die Gipfel der Punta Rocca und der Punta Penia

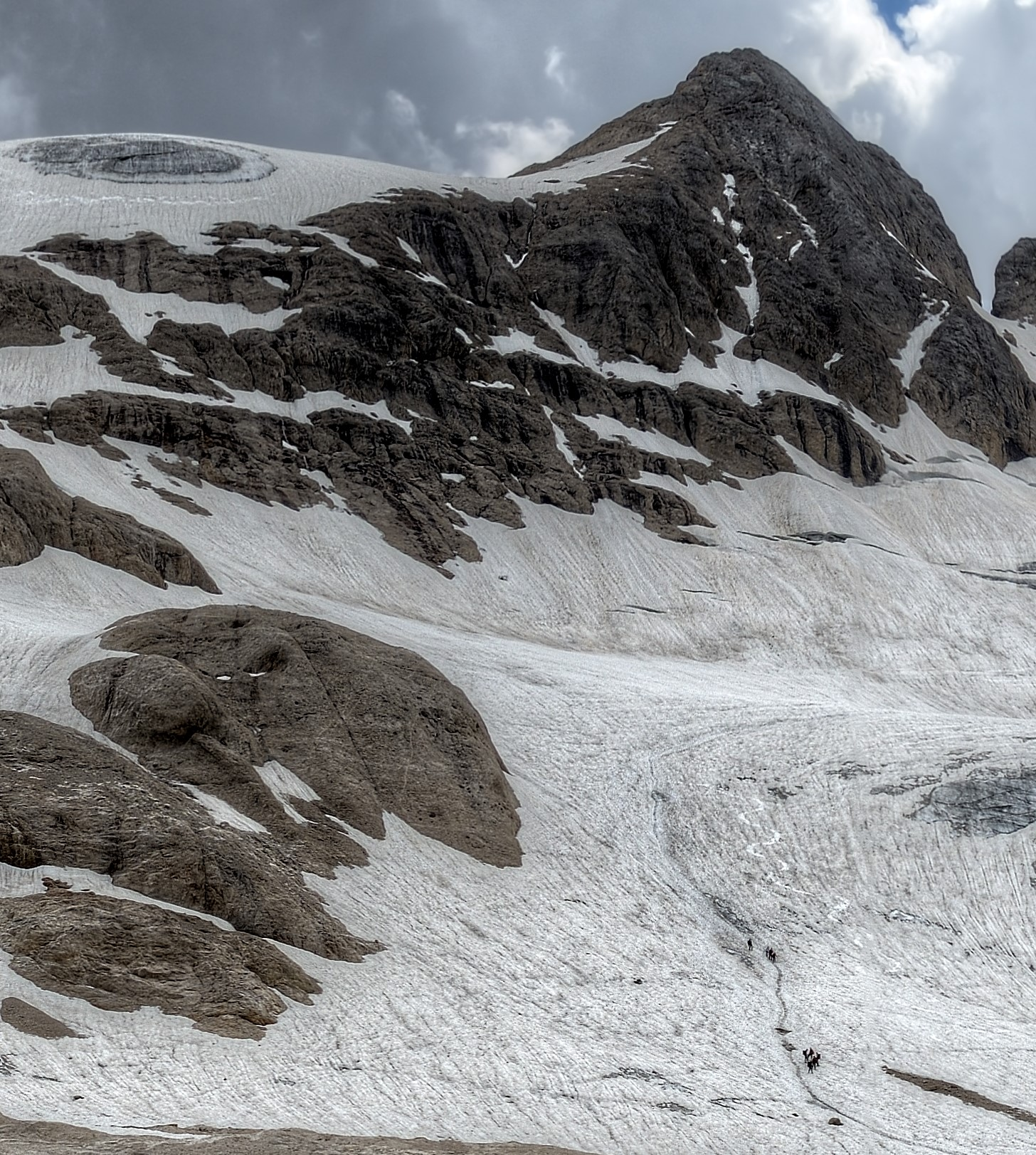
2013: Seilschaften auf dem Normalweg. Gipfelgletscher der Punta Rocca

Der Gletschersturz an der Marmolata war ein Eissturz am Berg Marmolata in den Dolomiten, der sich am Sonntag, dem 3. Juli 2022, ereignete. Ein riesiger Eisblock löste sich vom Gletscher. Die Eis- und Gesteinsmassen erfassten mehrere Seilschaften und rissen elf Bergsteiger in den Tod, acht weitere wurden zum Teil schwer verletzt. Es war eines der „schlimmsten Bergunglücke der vergangenen Jahrzehnte in Italien“.

## Gletschersturz
Unter einem Gletscherabbruch, auch als Gletschersturz bezeichnet, versteht man einen „plötzlich als Eislawine“ abgehenden „Abbruch eines Gletscherteils“. Bei dem Unglück riss das untere Ende des Gipfel-Gletschers der Punta Rocca (3309 m s.l.m.), des niedrigeren der beiden Gipfel der Marmolata, ab. Die Eis- und Gesteinsmassen stürzten mehrere hundert Meter tief über den Nordhang auf die darunter vorbeiführende Normalroute zur Punta Penia (3343 m s.l.m.) und weiter bis knapp vor den rund 1,5 Kilometer entfernten Fedaia-Stausee. Das Unglück ereignete sich gegen 13:45 Uhr. Die Route war aufgrund des Zeitpunktes am frühen Nachmittag eines sommerlichen Sonntags stark begangen.

## Opfer und Rettungsmaßnahmen
Am Tag nach dem Unglück wurde der Tod von sieben Personen bestätigt. Unmittelbar nach dem Unglück wurden unter den Toten drei Italiener aus der norditalienischen Provinz Vicenza identifiziert, darunter ein 52-jähriger Bergführer, der eine von zwei betroffenen Seilschaften angeführt hatte. Acht Bergsteiger wurden zum Teil schwer verletzt. Neben den sieben bestätigten Toten galten am Unglückstag 14 weitere Menschen als vermisst. Nachdem zu einigen von ihnen Kontakt hergestellt werden konnte, sank die Zahl der Vermissten bis Dienstagabend auf fünf. Unter den Verletzten befanden sich ein 67-jähriger Mann und eine 58-jährige Frau aus Deutschland, ein anfänglich vermisster Niederösterreicher meldete sich am Tag nach dem Unglück bei den Behörden. Aufgrund der Sicherheitslage, um die Bergungsarbeiten nicht zu behindern und um Schaulustige fernzuhalten, wurde das gesamte Areal durch die Regierung der Autonomen Provinz Trient gesperrt. Die Bergungsarbeiten mussten am Abend des Unglückstages aufgrund weiterer drohender Abstürze und am Folgetag wegen eines aufziehenden Gewitters unterbrochen werden. Die Chancen, weitere Überlebende in dem gewaltigen Lawinenkegel zu finden, wurden als sehr gering eingeschätzt und die Suche auch in den Folgetagen aufgrund der anhaltenden Gefährdung mit Drohnen und Wärmebildkameras fortgesetzt. Der Lawinenkegel selbst habe sich derart verfestigt, dass man ihn selbst mit Spitzhacken kaum ergraben könne. Die eindeutige Identifikation der bis dahin geborgenen Opfer erwies sich aufgrund der Wucht der Gesteins- und Eismassen als schwierig.
Drei Tage nach dem Gletschersturz konnten die Bergungsmannschaften des Zivilschutzes und der Bergrettung zwei weitere Leichen ausmachen und bergen. Die Toten gehörten vermutlich der gleichen Seilschaft an. Die Zahl der bestätigten Todesopfer erhöhte sich damit auf neun Personen. Am Tag darauf bargen die Suchtrupps im unteren Teil des Lawinenkegels das zehnte Todesopfer. Um das Risiko für die Einsatzkräfte im Lawinenkegel so gering wie möglich zu halten, war der Einsatz auf die frühen Morgenstunden beschränkt worden. Des Weiteren konnten im Laufe des Tages zwei tschechische Bergsteiger neben den bereits bekannten vier italienischen Alpinisten identifiziert werden. Zwei Personen wurden nach wie vor vermisst.
Sechs Tage nach dem Unglück wurde das elfte Todesopfer gefunden. Die Behörden gaben zugleich bekannt, dass sie nach den vorliegenden Informationen davon ausgehen, dass es keine weiteren Vermissten gebe. Zudem teilten sie mit, dass mit Hilfe von DNA-Proben alle Opfer identifiziert werden konnten. Nach der vorläufigen Schlussbilanz forderte der Gletschersturz elf Tote, darunter neun italienische und zwei tschechische Staatsbürger. Sieben Verletzte wurden nach wie vor im Krankenhaus versorgt, einer davon befand sich noch im kritischen Zustand auf der Intensivstation des Krankenhauses in Treviso. Ende August gaben Familienangehörige bekannt, dass Letzterer langsam aus seinem siebenwöchigen Koma erwache.

## Ursachen und Einordnung
Seitens der Bergretter wurde das Ereignis als außergewöhnlicher Vorfall, der mit einer normalen Lawine nicht zu vergleichen sei, bezeichnet. Nach ersten Vermutungen waren die extrem hohen Temperaturen der vorherigen Tage ein Faktor, der zu dem Unglück führte. Dazu war im vorigen Winter viel weniger Niederschlag als gewöhnlich gefallen, sodass dem Gletscher eine isolierende Schneeschicht als Schutz gegen die Sonne und die hohen Temperaturen fehlte. Reinhold Messner sah in dem Unglück eine Folge der Erderwärmung. Durch auftauenden Permafrost bilde sich Wasser unter dem Gletscher. In einer ersten Einschätzung ging der Glaziologe Georg Kaser ebenfalls von eindringendem Schmelzwasser aus, das sich unterhalb des Gletschers gestaut und letztlich als Gleitmittel für die Eismassen gedient habe. Sara Sottocornola, Sprecherin der italienischen Bergführervereinigung Guide Alpine Italiane, betonte, dass derartige Ereignisse sehr selten und unmöglich vorherzusagen seien, die Ursache sei im veränderten Klima zu suchen. Auch der zuständige Oberstaatsanwalt von Trient, Sandro Raimondi, stufte das Unglück als ein unvorhersehbares Ereignis ein und wies damit Anschuldigungen von Angehörigen zurück, wonach der Weg aufgrund der Lawinengefahr durch die hohen Temperaturen gesperrt hätte werden sollen.
Am Tag nach dem Unglück besuchte der italienische Ministerpräsident Mario Draghi die Ortschaft Canazei, wo sich das Einsatzzentrum der Rettungskräfte befand. Staatspräsident Sergio Mattarella und weitere hohe Politiker drückten ihre Anteilnahme aus, Papst Franziskus reagierte mit dem Aufruf, angesichts des Klimawandels „neue menschen- und naturbewusste Wege zu finden“.
Am 17. Juli 2022 brach unweit der Abbruchstelle eine etwa 200 Meter lange und nach ersten Schätzungen zwischen 25 und 35 Meter breite Gletscherspalte auf. Der Bruch verursachte einen lauten Knall, der von einigen Hüttenwirten wahrgenommen wurde, die daraufhin Alarm schlugen. An der Punta Rocca waren am gleichen Tag auf über 3000 m Höhe bis zu 10 °C registriert worden. Der Katastrophenschutz der Autonomen Provinz Trient präzisierte am Tag darauf, dass die östlich der Abbruchstelle vom 3. Juli 2022 liegende Spalte bereits vorher existiert habe, sie sei aber augenscheinlich größer geworden. Bei einem Kontrollflug am 18. Juli 2022 wurde festgestellt, dass sie seit dem Vortag anscheinend noch weiter aufgebrochen sei. Beobachtet wurde, dass bei anhaltend hohen Temperaturen große Mengen Schmelzwassers in die Spalte flossen. Die Behörden zeigten sich nach dem neuerlichen Vorfall beunruhigt, da die neue in Bewegung geratene Gletschermasse um das vielfache größer sei, als die am 3. Juli 2022 abgebrochenen Eismassen. Bei einer Zuspitzung der Lage, müsste auch die Evakuierung von Gebäuden am Fedaia-Stausee in Erwägung gezogen werden. Am 26. Juli 2022 ordnete der Bürgermeister von Canazei die Ausweitung der gesperrten Zone bis zum Fedaia-Stausee an. Aufgrund der anhaltend hohen Temperaturen bestehe die hohe Gefahr von „weiteren abrupten Ereignissen“. Nach einer Risikoanalyse schlossen die Behörden der Autonomen Provinz Trient wegen des durch die Trockenheit niedrigen Wasserstandes aus, dass eine durch einen weiteren Abbruch ausgelöste Flutwelle im Fedaia-Stausee die Dammkrone oder die am Stausee vorbeiführende Staatsstraße SS 641 erreichen könnte.

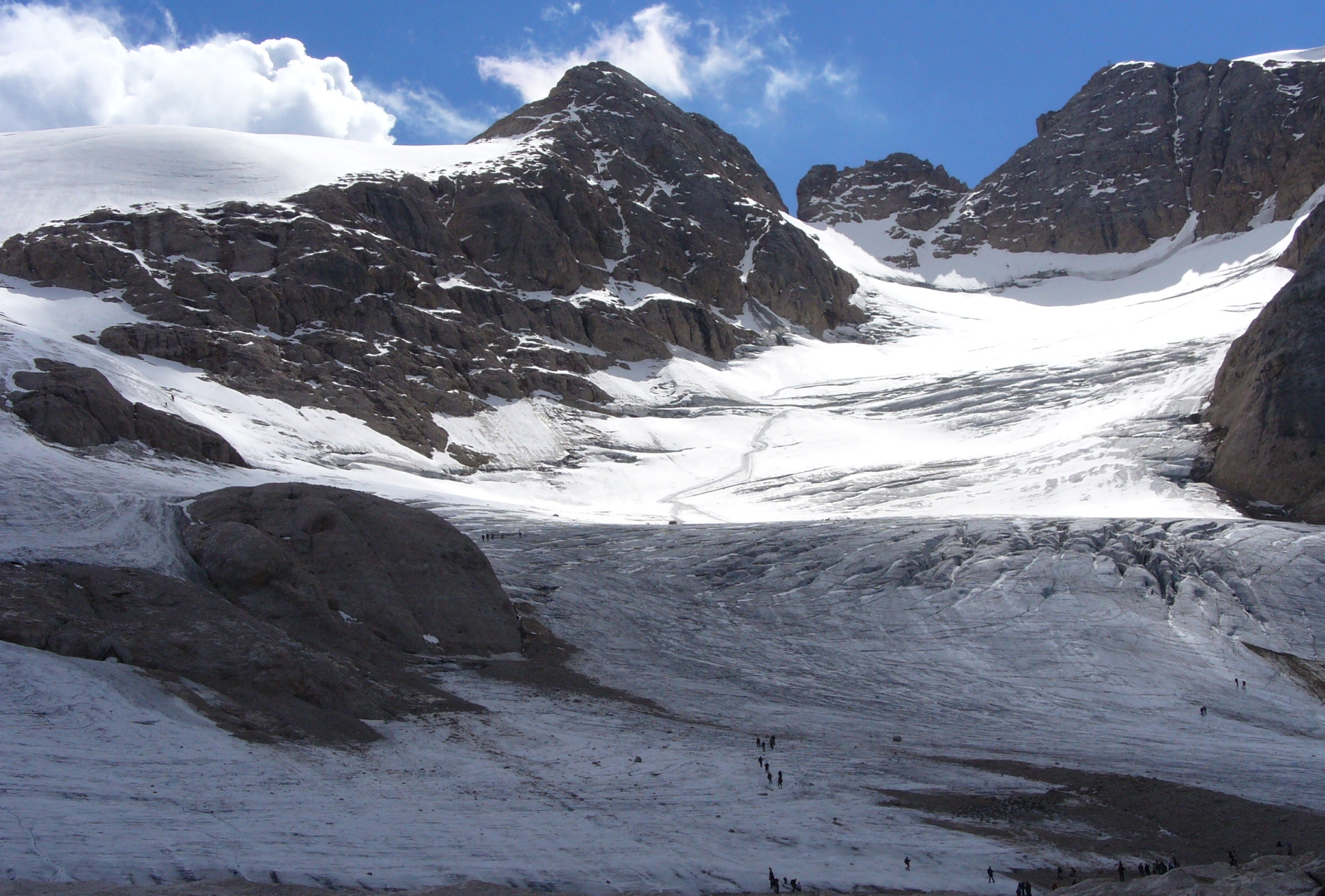
Gletscherfeld, über das die Normalroute zur Punta Penia (rechts) verläuft und auf dem verschiedene Seilschaften vom Gletschersturz erfasst wurden. Der Ort der Abbruchstelle befindet sich am linken oberen Bildrand (Aufnahme von 2006).
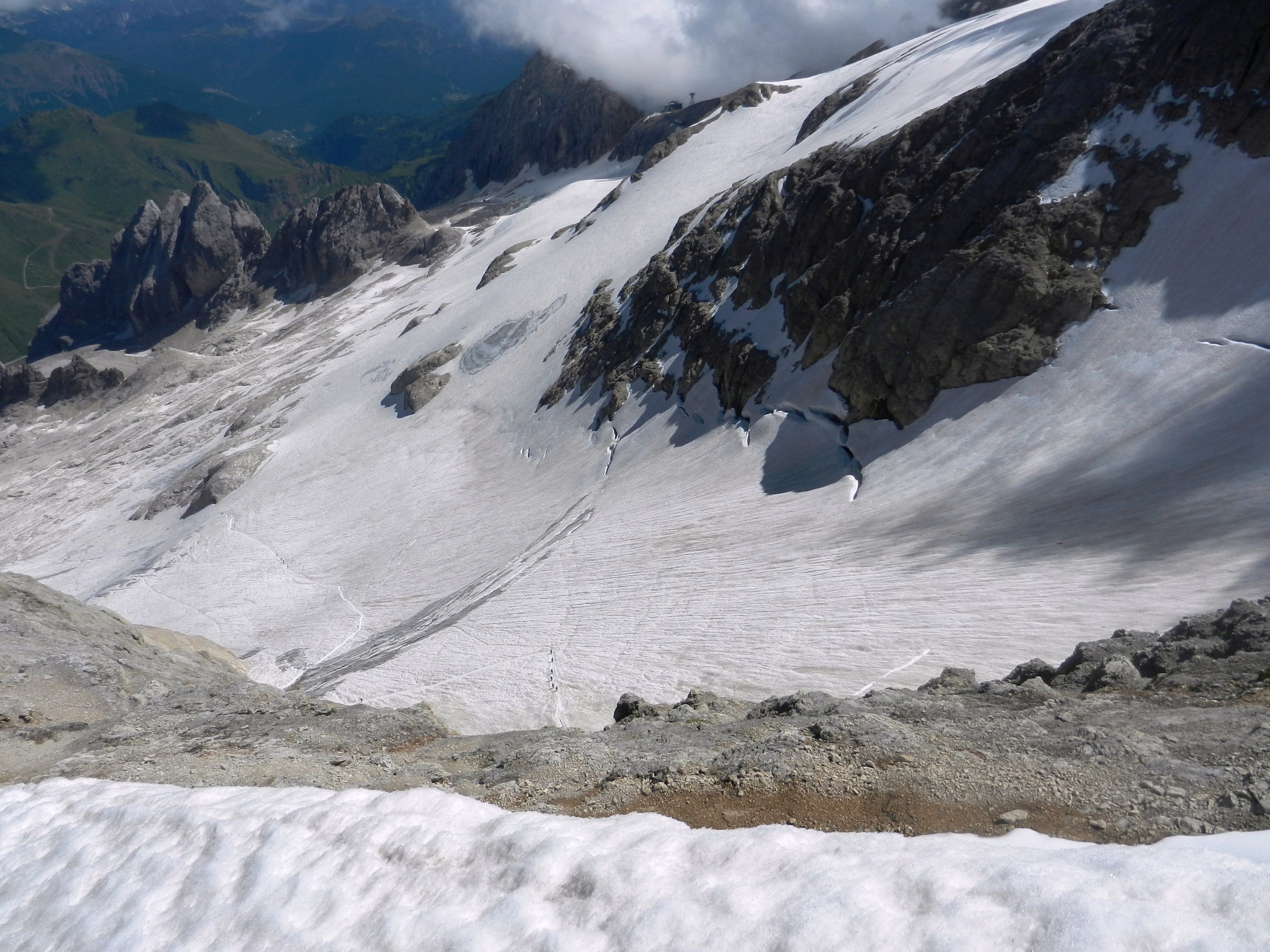
Die Normalroute von oben gesehen mit Aufstiegsspuren. Die Route wurde im unteren Teil vom Lawinenkegel erfasst (Aufnahme von 2013).
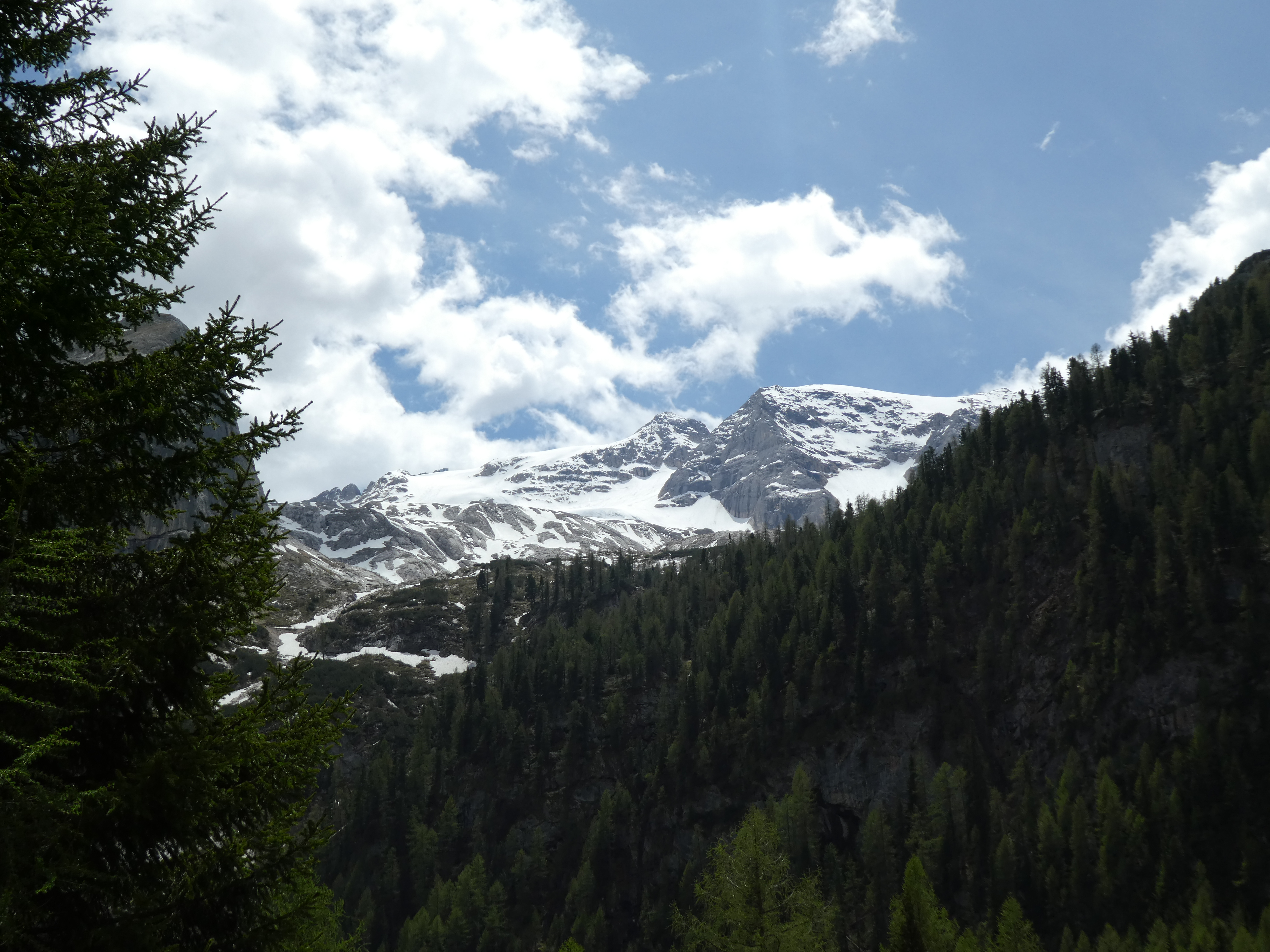
Foto vom Mai 2022 mit noch winterlicher Schneebedeckung. Rechts der Bildmitte die Punta Penia und links davon die Punta Rocca mit der späteren Abbruchstelle.